# 柳田布尾山古墳
柳田布尾山古墳（やないだぬのおやまこふん）は、富山県氷見市柳田にある古墳。形状は前方後方墳。国の史跡に指定されている。
富山県では最大規模、前方後方墳としては日本海側で最大規模の古墳で、3世紀末-4世紀初頭（古墳時代前期前半）頃の築造と推定される。

## 概要
富山県北西部の能登半島付け根部東側、旧十二町潟に面する丘陵端部（標高約25メートル）に築造された大型前方後方墳である。1998年（平成10年）の氷見市史編纂事業（遺跡分布調査）において発見され、1998-2000年度（平成10-12年度）に発掘調査が実施されている。
墳形は前方後方形で、前方部を北北西方に向ける。墳丘は2段築成。墳丘長は107.5メートルを測り、富山県内では最大規模、前方後方墳としては日本海側で最大規模かつ全国で十指に入る規模になる。墳丘表面で葺石・埴輪は検出されていない。墳丘周囲では、前方部裾で不定形の周濠が巡らされる。埋葬施設は、後方部中央において墳丘主軸と平行する粘土槨が構築されているが、盗掘に遭い大半が失われているため詳細は明らかでない。
この柳田布尾山古墳は、古墳時代前期前半の3世紀末-4世紀初頭頃の築造と推定される。古墳の所在する丘陵下には布勢水海（旧十二町潟）が入り込み、築造には富山湾・二上丘陵への意識も見られることから、富山湾を中心に日本海の海上交通を掌握した被葬者像が想定される。
古墳域は2001年（平成13年）に国の史跡に指定された。現在は史跡整備のうえで柳田布尾山古墳公園として公開されている。なお氷見市内では、1999年（平成11年）に同様の氷見市史編纂事業において、富山県内最大の前方後円墳として阿尾島田A1号墳（氷見市阿尾、70メートル）も発見されている。

## 遺跡歴
- 1998年（平成10年）6月24日、踏査により発見（氷見市史編纂事業）[5]。
- 1998-1999年度（平成10-11年度）、第1次・第2次発掘調査（氷見市教育委員会、2000年に報告書刊行）[5]。
- 2000年度（平成12年度）、第3次発掘調査・レーダー探査・電気探査（氷見市教育委員会、2001年に報告書刊行）[6]。
- 2001年（平成13年）1月29日、国の史跡に指定[4]。
- 2001-2002年度（平成13-14年度）、公有地化[1]。
- 2003-2005年度（平成15-17年度）、史跡整備[1]。
- 2006年（平成18年）4月、柳田布尾山古墳公園の開園[1]。

## 墳丘

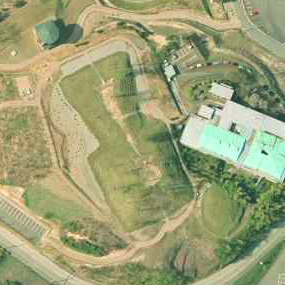
柳田布尾山古墳の空中写真。

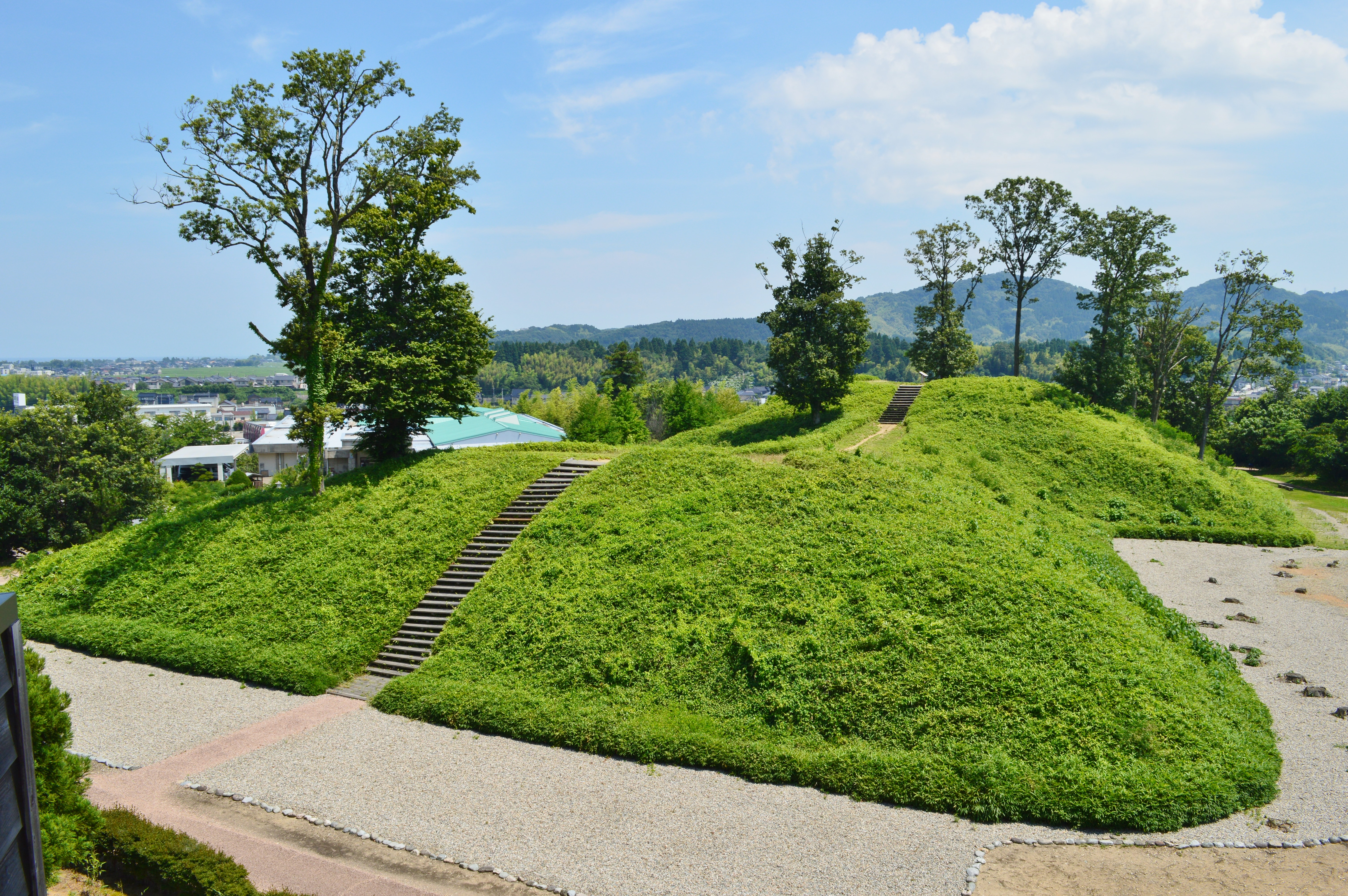
古墳館から望む墳丘全景

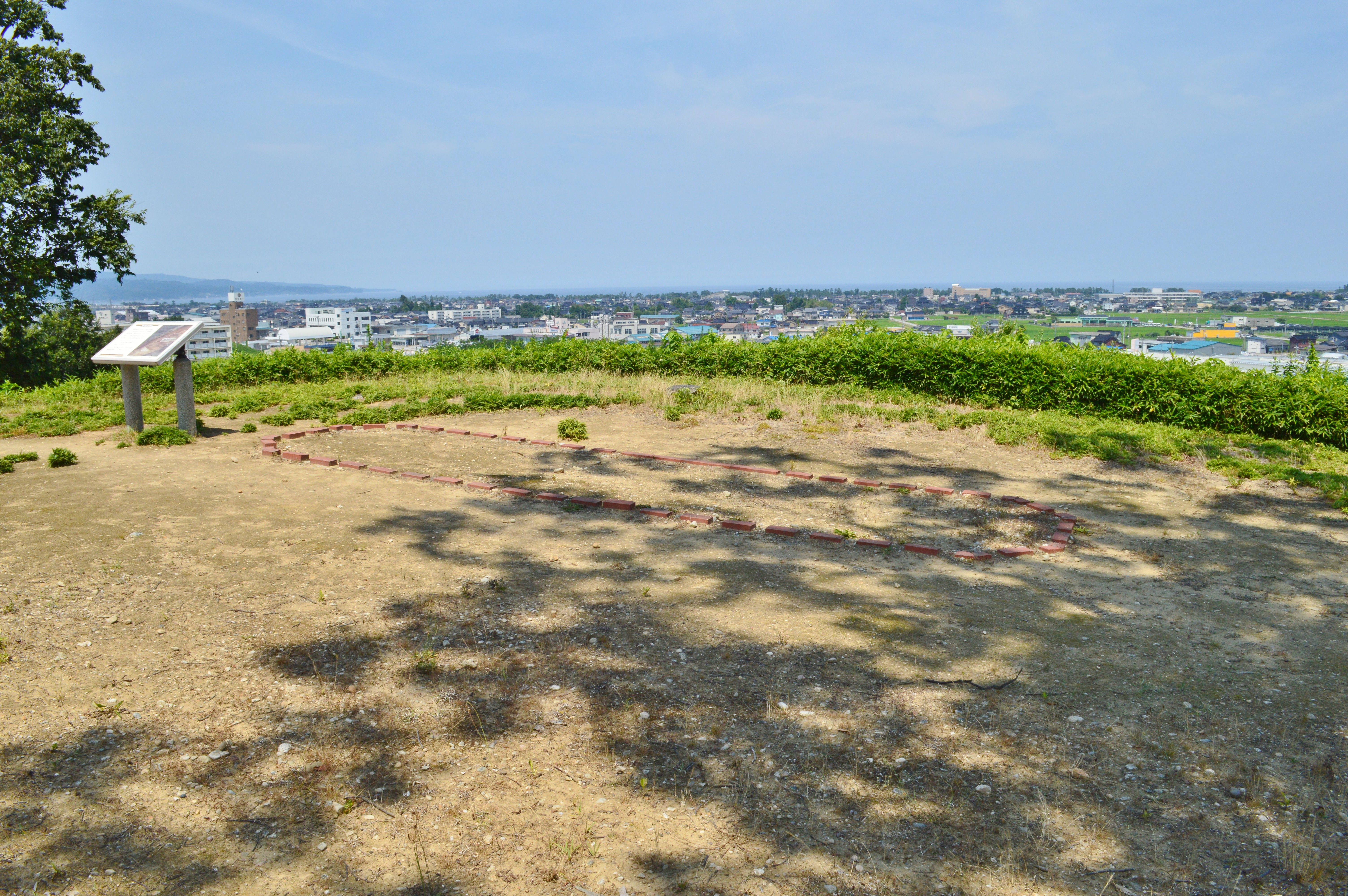
後方部墳頂中央に推定粘土槨、背景は富山湾。

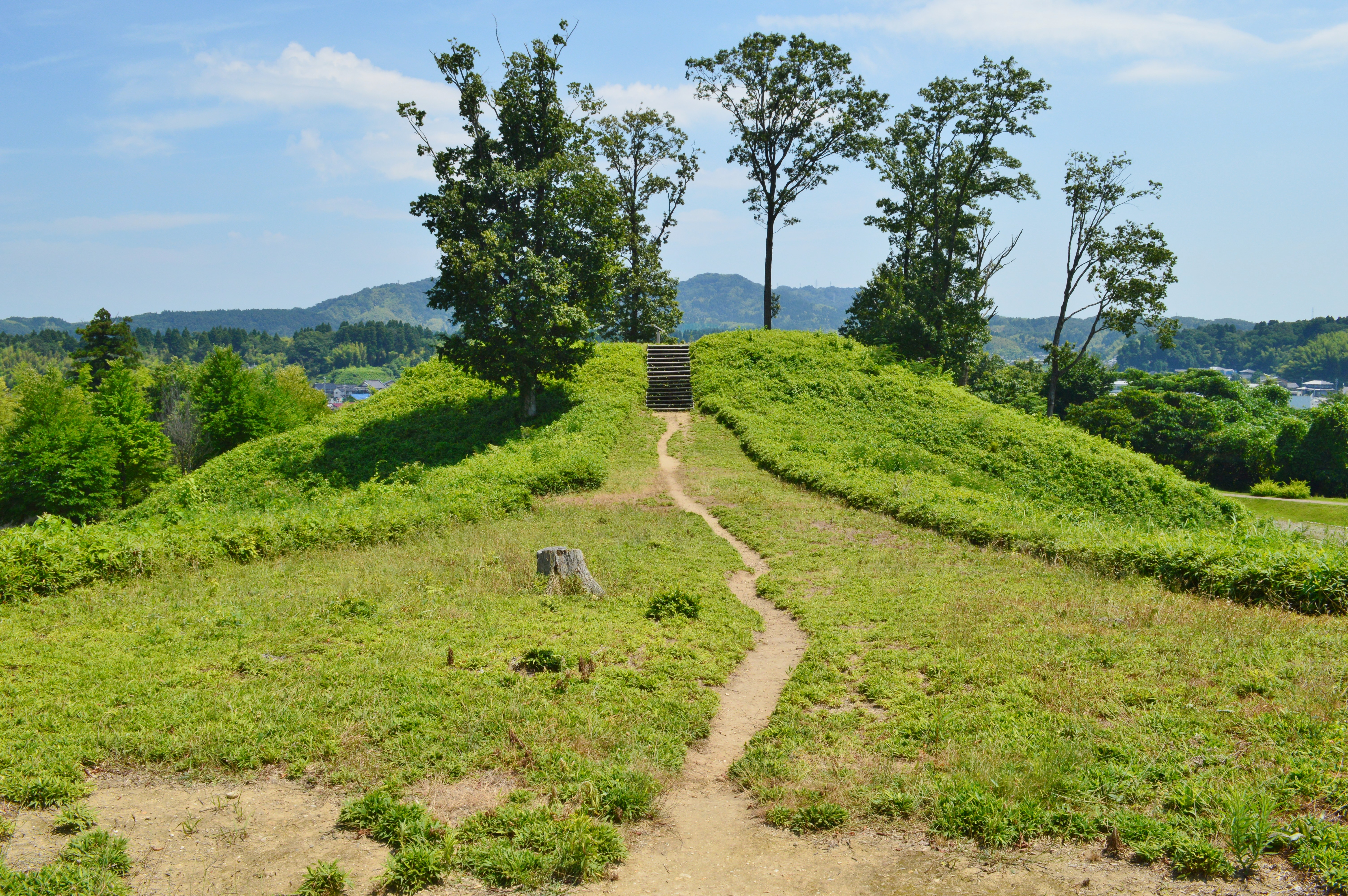
前方部から後方部を望む
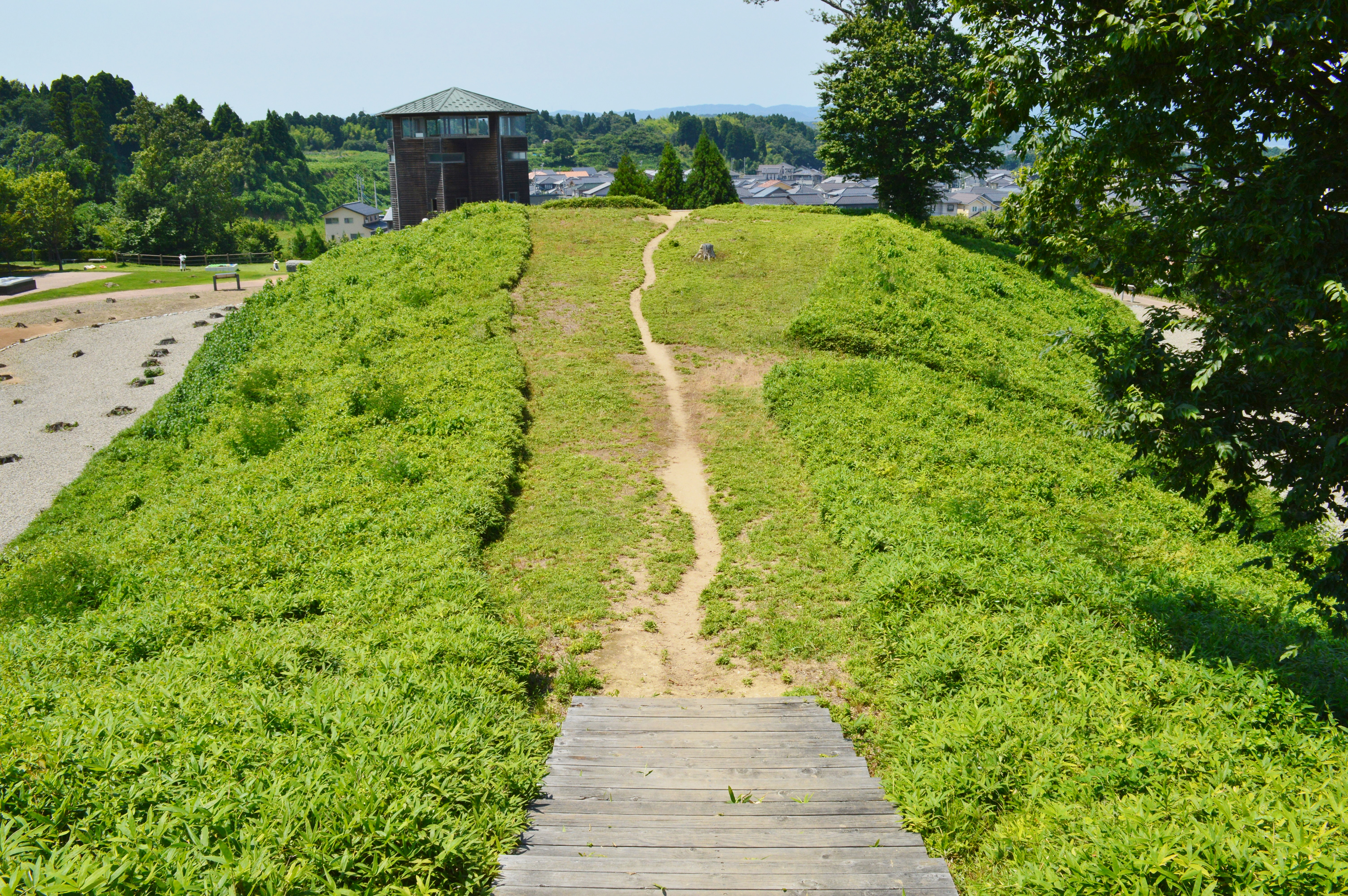
後方部から前方部を望む
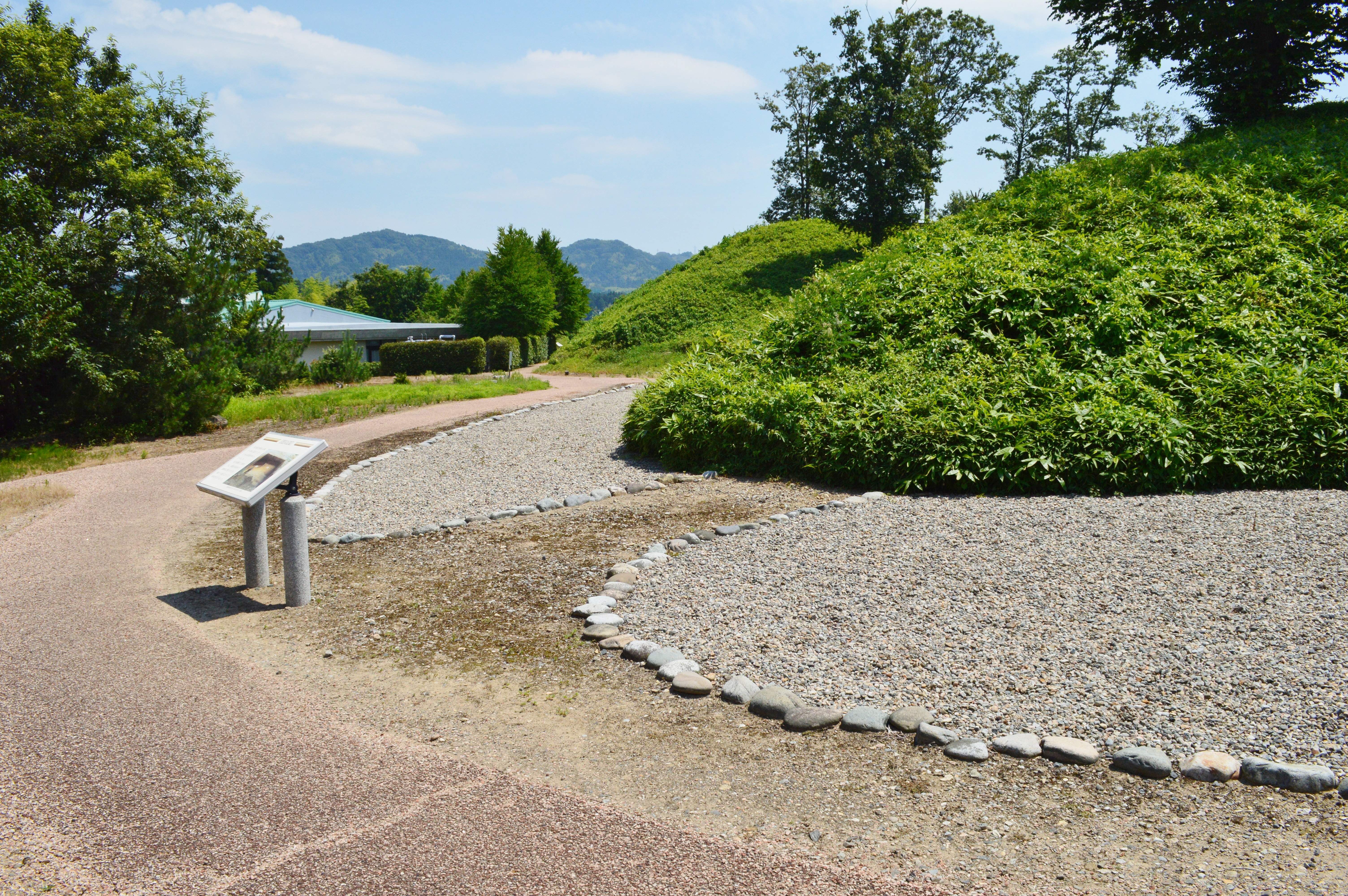
前方部東隅陸橋
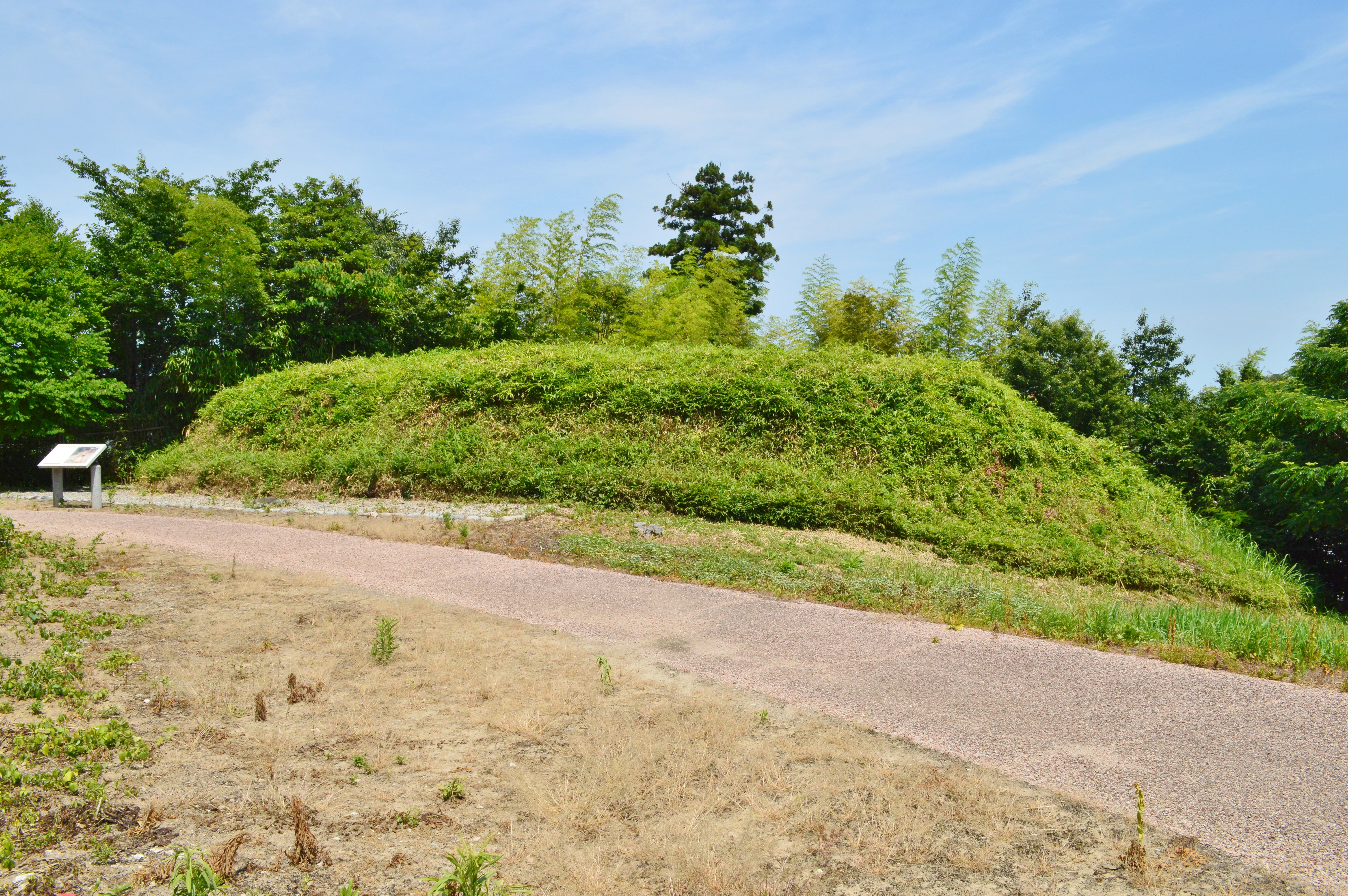
2号墳

墳丘の規模は次の通り。
- 墳丘長：107.5メートル
- 後方部 - 2段築成か。
  - 長さ：54メートル
  - 幅：53メートル
  - 高さ：10メートル
- 前方部 - 2段築成か。
  - 長さ：53.5メートル
  - 幅：49メートル
  - 高さ：6メートル

墳丘は側面を富山湾に向け、主軸を二上丘陵に向ける。墳丘の構築は、地山を前方後方形に削り出したのち、盛土することによる（盛土体積は古墳総体積の約60％）。また墳丘の段築は幅の狭いテラスで形成される。
墳丘の前方部裾では不定形な周濠が巡らされており、幅5-18メートル・深さ1.2-2.3メートルを測る。また前方部東側隅には陸橋を付し、幅約2.5メートル・長さ約5メートルと推定される。また古墳の築造以前には弥生時代の集落があったとされ、調査では弥生土器片が検出されている。
なお、後方部東側には2号墳が所在する。直径25メートルの円墳で、墳丘周囲には幅約5メートル・深さ約1.6メートルの周濠が巡らされるが、未調査のため埋葬施設や築造時期などの詳細は明らかでない。2号墳の周濠と柳田布尾山古墳の後方部の形態との関係から、2号墳が先行する可能性も指摘される。
- 前方部から後方部を望む
- 後方部から前方部を望む
- 前方部東隅陸橋
- 2号墳

## 文化財

### 国の史跡
- 柳田布尾山古墳 - 2001年（平成13年）1月29日指定[4]。

## 関連施設
- 柳田布尾山古墳公園古墳館 - 柳田布尾山古墳に隣接。

## 関連文献
（記事執筆に使用していない関連文献）
- 『氷見市史 9 資料編5 考古』氷見市、2002年。